# Rhododendron leptocarpum
Rhododendron leptocarpum là một loài thực vật có hoa trong họ Thạch nam. Loài này được Nutt. miêu tả khoa học đầu tiên năm 1854.